# Casa de Ceuta

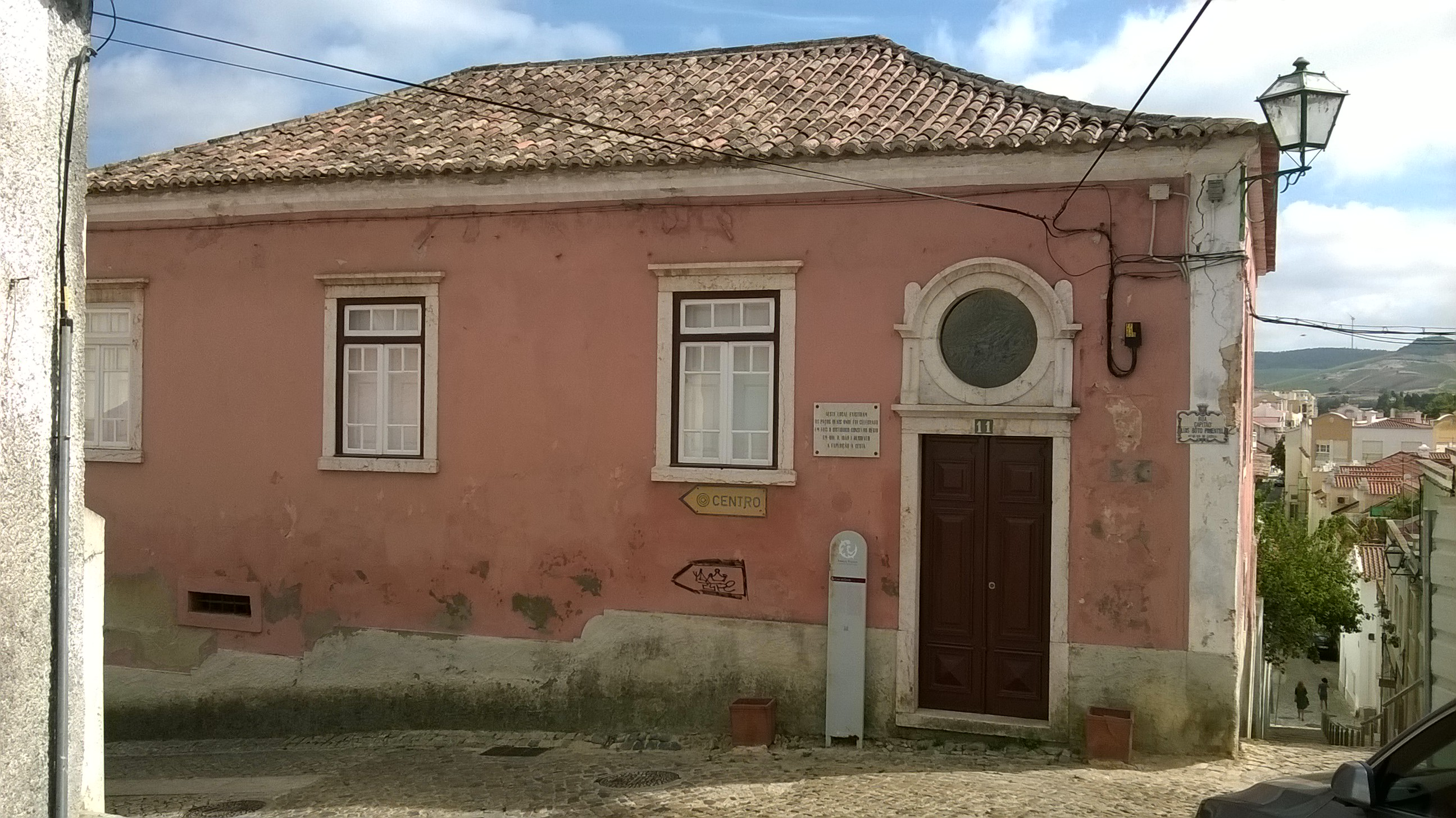
Casa de Ceuta, Município de Torres Vedras, Distrito de Lisboa, Portugal.

A Casa de Ceuta localiza-se na freguesia de União das Freguesias de Torres Vedras (São Pedro e Santiago e Santa Maria e São Miguel) e Matacães, no Município de Torres Vedras, distrito de Lisboa, em Portugal.

## História
No centro histórico de Torres Vedras, na esquina da antiga rua dos Mercadores, em finais do século XIII foi instalado, por ordem de D. Beatriz, o Paço Régio, residência dos reis em suas curtas deslocações à vila de Torres Vedras. Não seria um edifício imponente, mas tão somente a adaptação de outros, já existentes. Não sobreviveram quaisquer vestígios desse antigo Paço.
A atual casa, denominada de "Ceuta", foi erguida no início do século XX, e assim é chamada por marcar o local onde D. João I de Portugal (1385-1433), em 1414, reuniu o Concelho Régio e decidiu conquistar Ceuta. No ano seguinte, a 25 de julho de 1415, um exército de milhares de cavaleiros e soldados portugueses, ingleses, galegos e biscaínhos, embarcou com destino a Ceuta e com eles parte importante da aristocracia portuguesa do século XV, com destaque para os príncipes Duarte, Pedro e Henrique. Após uma escala em Lagos, fundearam diante de Ceuta em 21 de agosto e desembarcaram no dia seguinte (22 de agosto), sem encontrar resistência significativa por parte dos muçulmanos.
A conquista de Ceuta foi um marco significativo da expansão marítima portuguesa, ainda que as expectativas económicas da conquista não se tenham confirmado. Rapidamente as rotas comerciais foram desviadas para outras localidades, e o permanente estado de guerra comprometeu o cultivo dos campos e a produção de cereais. 